# No Reservations (filme)
No Reservations (prt: Sem Reserva; bra: Sem Reservas) é um filme de comédia e drama romântico estadunidense de 2007 dirigido por Scott Hicks. Estrelado por Catherine Zeta-Jones, Aaron Eckhart e Abigail Breslin. O roteiro de Carol Fuchs é uma adaptação cinematográfica de um roteiro original de Sandra Nettelbeck, que serviu de base para o filme alemão de 2001 Bella Martha (em inglês, Mostly Martha, no Brasil, Simplesmente Martha; em Portugal, Bela Marta) e gira em torno de uma chef que tem sua vida virada de cabeça para baixo quando ela decide receber sua jovem sobrinha após um trágico acidente que vitimou sua irmã (Arija Bareikis). Patricia Clarkson, Bob Balaban e Jenny Wade co-protagonizam, com Brían F. O'Byrne, Lily Rabe e Zoë Kravitz - aparecendo em seu primeiro longa-metragem - interpretando papéis coadjuvantes.
O filme teve uma recepção mista por parte dos críticos. Em seu lançamento em 27 de julho de 2007, nos Estados Unidos e no Canadá, No Reservations se tornou um sucesso comercial moderado, sendo lançado em 2,425 cinemas nos EUA e arrecadou US$11,704,357 e ficou em quinto lugar no fim de semana de abertura. O filme acabou arrecadando US$43,107,979 nos EUA e $ 49,493,071 nos mercados estrangeiros, totalizando uma bilheteria mundial de US$92,601,050. Breslin foi indicada para um Young Artist Award por sua performance.
A trilha sonora do filme faz uso extensivo da música operística, e inclui a música "Count On My Love", de Liz Phair.[carece de fontes?]

## Enredo
Kate Armstrong é a chefe de cozinha do moderno 22 Bleecker Street Restaurant, no West Village de Manhattan. Ela dirige sua cozinha em um ritmo acelerado enquanto coordena a preparação de todas as refeições fantásticas, e exibe pessoalmente a comida à perfeição em cada prato. Ela intimida todos ao seu redor, incluindo sua chefe Paula, que a envia para a terapia. Kate odeia deixar a cozinha quando um cliente quer cumprimentá-la em um de seus pratos especiais; no entanto, ela está pronta para deixar a cozinha em um instante quando um cliente insulta sua comida.
Quando a irmã de Kate, Christine, é vítima de um acidente de carro, sua sobrinha de nove anos, Zoe, deve morar com ela. Kate fica devastada com a morte de sua irmã e, com todos os seus problemas, Paula decide contratar um novo chef para se juntar à equipe, Nick Palmer, que é uma estrela em ascensão e pode ser o chefe de qualquer restaurante que ele queira. Nick, no entanto, quer trabalhar com Kate. A atmosfera na cozinha é um pouco caótica, já que Kate se sente cada vez mais ameaçada por Nick com o tempo, devido ao seu estilo de dirigir a cozinha. Nick gosta de ouvir ópera enquanto cozinha e adora fazer a equipe rir. E Kate se vê estranhamente atraída por Nick, cuja personalidade edificante não só afetou sua equipe, mas também Zoe, que veio trabalhar com Kate.
Com tudo o que está acontecendo na vida de Kate, a última coisa que ela gostaria é se apaixonar por esse homem, já que ela afastou todos os outros antes. No entanto, existe algum tipo de química entre os dois que só floresce com sua paixão pela culinária, no entanto, a vida a incomoda quando Paula decide oferecer a Nick o trabalho de chefe de cozinha e o relacionamento de Kate com Nick se transforma em uma nota amarga devido ao orgulho de Kate. Nick também desenvolve um vínculo especial com Zoe.
No final, Kate se permite ficar vulnerável e derrubar as paredes que construiu ao longo de sua vida, para que ela e Nick pudessem começar de novo. O filme termina com Zoe, Nick e Kate abrindo seu próprio bistrô.

## Elenco
- Catherine Zeta-Jones como Kate Armstrong
- Aaron Eckhart como Nicholas "Nick" Palmer
- Abigail Breslin como Zoe
- Patricia Clarkson como Paula
- Jenny Wade como Leah Scott
- Bob Balaban como Terapeuta
- Brían F. O'Byrne como Sean Paul
- Lily Rabe como Bernadette Ezkeniazki
- Arija Bareikis como irmã de Kate (Christine)
- John McMartin como Mr. Peterson
- Celia Weston como Mrs. Peterson
- Zoë Kravitz como Charlotte do Buchanan Straniazki
- Dearbhla Molloy como Anna Petersova Rasha
- Matt Servitto como Doutor Foop
- Fulvio Cecere como Bob Dylan

## Dublagem brasileira
- Kate:Mabel Cezar[12]
- Nick:Dario De Castro[12]
- Zoe:Bruna Laynes[12]
- Paula:Izabel Lira[12]
- Leah: Fabíola Martins[12]
- Sena:Alexandre Moreno[12]
- Bernadette:Priscila Amorim[12]
- Bob:Duda Espinoza[12]
- Terapeuta: Samir Murad[12]
- Christine: Iara Riça[12]
- Diretora Escola:Rita Lopes[12]
- Mario:Carlos Seidl[12]

## Recepção
No agregador de críticas dos Estados Unidos, o Rotten Tomatoes, na pontuação onde a equipe do site categoriza as opiniões da  grande mídia e da mídia independente apenas como positivas ou negativas, o filme tem um índice de aprovação de 42% calculado com base em 162 comentários dos críticos. Por comparação, com as mesmas opiniões sendo calculadas usando uma média aritmética ponderada, a nota alcançada é 5.25/10 que é seguida do consenso dizendo que "esta comédia romântica pode parecer boa no papel, mas é muito previsível e melancólica para o gênero".
Em outro agregador de críticas também dos Estados Unidos, o Metacritic, que calcula as notas das opiniões usando somente uma média aritmética ponderada de determinados veículos de comunicação em maior parte da grande mídia, o filme tem 33 avaliações da imprensa anexadas no site e uma pontuação de 50 entre 100, com a indicação de "revisões mistas ou neutras".